# أروماشيفو (تجومين)
أروماشيفو (بالروسية: Аромашево) هي مدينة في مقاطعة تيومين أوبلاست في روسيا.